# Алгебрична теория на числата
Алгебрична теория на числата е дял от теория на числата изучаващ алгебричните цели числа, използвайки набор средства от модерната абстрактна алгебра: теория на идеалите, разширения на Галоа, области на Дедекинд, теория на представянията и др.
Методите на теорията се развиват през 19 век, до голяма степен породени от устрема за решение на последната теорема на Ферма. Рихард Дедекинд разработва теория на идеалите през 1876 поставяйки началото на систематично изследване на алгебричната теория на числата.